# 卡羅利那鏢鱸
卡羅利那鏢鱸為輻鰭魚綱鱸形目鱸亞目河鱸科的其中一種，分布於美國維吉尼亞Roanoke河至南卡羅萊州Santee河流域，體長可達6公分，棲息在砂泥底質或岩石底質的溪流或水池。